# NGC 7703
NGC 7703 је лентикуларна галаксија у сазвежђу Пегаз која се налази на NGC листи објеката дубоког неба.
Деклинација објекта је + 16° 4' 33" а ректасцензија 23h 34m 46,8s. Привидна величина (магнитуда) објекта NGC 7703 износи 13,5 а фотографска магнитуда 14,5. NGC 7703 је још познат и под ознакама UGC 12676, MCG 3-60-4, CGCG 455-16, PGC 71797.